# Fredrik Eklund
Fredrik Eklund (...) è un ex giocatore di football americano e allenatore di football americano svedese che ha giocato nel ruolo di wide receiver.
In precedenza ha militato nei Wasa Royals, nei Koç Rams e negli Stockholm Mean Machines.

## Palmarès

### Club
- SM-Finalen: 3

Limhamn Griffins: 2007
Carlstad Crusaders: 2010, 2011